# Bommadevarahalli, Molakalmuru
Bommadevarahalli là một làng thuộc tehsil Molakalmuru, huyện Chitradurga, bang Karnataka, Ấn Độ.